# Flößerei auf dem Main

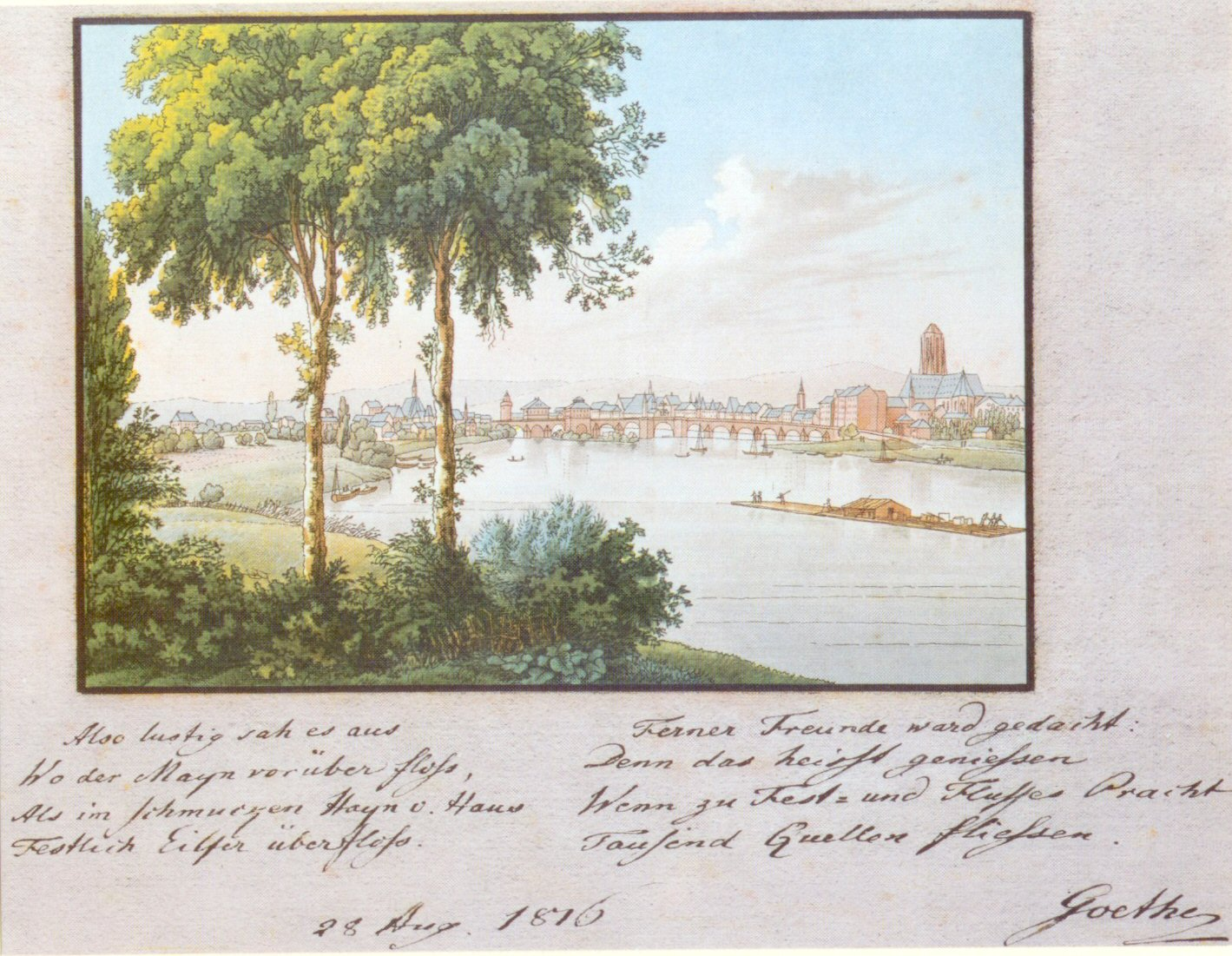
Mainfloß bei Frankfurt um 1815

Die Flößerei auf dem Main war ein Gewerbe des Transportes auf dem Main. Transportiert wurden Waren verschiedener Art, vor allem Holz.

## Geschichtliches
Urkundlich erwähnt wurde die Flößerei auf dem Main erstmals 1386. Der Höhepunkt wurde Anfang des 20. Jahrhunderts erreicht, als „von 1900 bis 1915... etwa 1400 bis 1800 Flöße jährlich in Wertheim gezählt“ wurden. Die letzten Floßfahrten  fanden Ende der 1930er Jahre statt, da „mangelnde natürliche Strömung, hohe Kosten für Löhne und Schleppkähne sowie lange Wartezeiten an den Staustufen ... die Flößerei unrentabel“ machten.

## Floßherr, Flößer und Floßknecht
Über eine gute gesundheitliche Verfassung hinaus musste der Floßführer in der Regel einen Schulbesuch und einen guten Leumund nachweisen, da er als selbständiger Holzhändler meist auch Sägemühlenbesitzer war. Weiterhin musste er eine gesonderte Prüfung nach der Floßordnung vorlegen können. Neben den Floßherren gab es eine Mittelschicht, die Flößer genannt wurde und die zusammen mit den Floßknechten als sogenannte Floßleute bezeichnet wurden.

## Vom Frankenwald und Fichtelgebirge zum Main
Vom Mittelalter bis nach dem Zweiten Weltkrieg  wurden Hölzer der unterschiedlichsten Art und Größe für vielerlei Einsatzzwecke aus dem Frankenwald und dem Fichtelgebirge teilweise bis nach Rotterdam transportiert. Bis zu 9 Monate eines Jahres verbrachten die Flößer entlang der vielen in die Rodach mündenden Floßbäche damit, die Bäume im über 100.000 Hektar großen Gebiet des Frankenwaldes zu fällen und die Größe der Holzverbunde den Flüssen und deren Schleusen anzupassen. Im Fichtelgebirge diente der Weiße Main als Zubringer der dortigen Flößerei. Hauptsächlich Fichten und Buchen wurden dort gerodet und auf den Weg quer durch Deutschland gebracht. Charakteristisch sind die Namensgebungen für die Bauart der Flöße, die sich nach dem nächstgrößeren Ort nahe dem zu passierenden Fluss richteten, beispielsweise das „Kronacher Floß“, das „Hallstadter Stück“ auf dem Obermain oder das „Würzburger Stück“ auf dem Mittelmain.

## Die Mainflöße
Zunächst führte man sogenannte Grundkuppeln zu Böden zusammen. Erst ab der Mündung der Rodach in den Main bzw. aus Kulmbacher Richtung ab Zusammenfluss von Weißem und Rotem Main konnte Langholz geflößt werden. Nach dem Zusammenfluss von Main und Regnitz bei Bischberg verband man diese zu einem „Mainfloß“, das aus ungefähr 400 Festmetern Holz bestand und in dieser Dimension erst auf dem schiffbaren Main bei Bamberg zulässig war. Nicht nur Langholz wurde befördert, auch Bretter, Schnittholz, Eisenbahnschwellen und Weinbergpfähle wurden geladen und unterwegs abverkauft. Hauptsächlich dienten die vom Flusswasser durchsogenen Baumstämme jedoch als Bauholz, das sich nicht mehr verwinden konnte und in vielen Gebäuden wie zum Beispiel der Gangolfskirche in Bamberg (1183/84) eingesetzt wurde.
Über den Aschaffenburger Floßhafen bis Mainz zum Floßhafen Maaraue bewegten die Flößer die Gefährte von bis zu 130 Metern Länge und 9 Meter Breite. Die Flöße wurden teils von Schiffen gezogen, mancherorts von Pferden getreidelt. Als Rückzugsmöglichkeit diente lediglich eine Floßhütte.

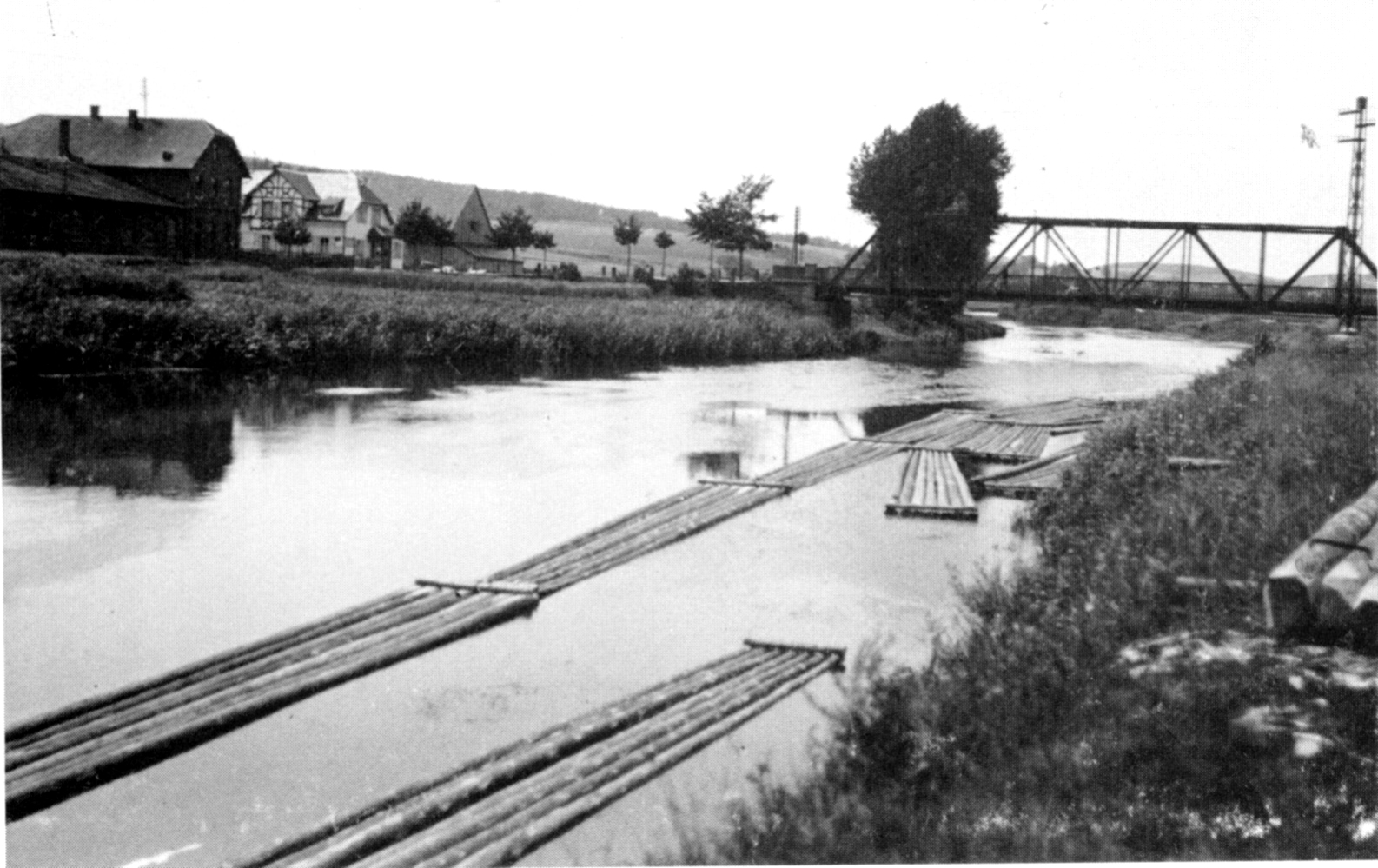
Flößerei auf dem Main um 1920 bei Burgkunstadt

An der Mündung des Mains in den Rhein wurden mehrere Mainflöße aneinander gekoppelt und bildeten somit ein „Rheinfloß“.